# Cerro Umani (berg i Bolivia, Potosí, lat -19,80, long -68,21)
Cerro Umani är ett berg i Bolivia.   Det ligger i departementet Potosí, i den sydvästra delen av landet, 300 km väster om huvudstaden Sucre. Toppen på Cerro Umani är 4 344 meter över havet, eller 324 meter över den omgivande terrängen. Bredden vid basen är 3,7 km.
Terrängen runt Cerro Umani är varierad. Trakten runt Cerro Umani är nära nog obefolkad, med mindre än två invånare per kvadratkilometer.. Närmaste större samhälle är Llica, 6,6 km sydväst om Cerro Umani. 
Omgivningarna runt Cerro Umani är i huvudsak ett öppet busklandskap.